# Hole in the Sun
Hole in the Sun — девятый студийный альбом американской рок-группы Night Ranger, изданный в 2007 году лейблом Frontiers Records. Международный релиз прошёл 23 апреля 2007, а в США альбом был издан 1 июля 2008. Интро в песне «Rock Star» напоминает песню группы Nirvana «Smells Like Teen Spirit».

## Список композиций
1. «Tell Your Vision» (Блэйдс) — 4:59
2. «Drama Queen» (Гиллис) — 3:56
3. «You’re Gonna Hear It From Me» (Блэйдс, Гиллис) — 3:50
4. Whatever Happened" (Блэйдс) — 3:44
5. «There Is Life» (Блэйдс, Киги) — 5:33
6. «Rock Star» (Блэйдс, Гиллис) — 4:17
7. «Hole In The Sun» (Блэйдс, Киги) — 4:50
8. «Fool In Me» (Блэйдс, Киги, Лэрди) — 4:09
9. «White Knuckle Ride» (Гиллис) — 4:15
10. «Revelation 4 AM» (Блэйдс, Гиллис, Киги) — 4:52
11. «Wrap It Up» (Уотсон) — 4:19
12. «Being» (Уотсон) — 4:44
13. «Don’t Tell Me You Love Me» (акустическая версия) (североамериканский бонус-трек)
14. «Sister Christian» (акустическая версия) (североамериканский бонус-трек)

## Участники записи
- Джек Блэйдс — вокал и бэк-вокал, бас-гитара
- Келли Киги — ударные, перкуссия, бэк-вокал и вокал
- Бред Гиллис — соло и ритм-гитары, бэк-вокал
- Джефф Уотсон — соло и ритм-гитары, бэк-вокал
- Майкл Лэрди — клавишные, пианино, бэк-вокал